# HMIS Godavari (U52)
Le HMIS Godavari est un sloop, de la classe Black Swan, servant dans la Royal Indian Navy (RIN) qui participa aux opérations navales pendant la seconde Guerre mondiale.
Après la partition des Indes en 1948, il est en service dans la Marine pakistanaise en tant que PNS Sind.

## Construction et conception
Le Godavari est commandé par le gouvernement indien le 29 août 1940 dans le cadre de programmation de 1939 pour le chantier naval de John I. Thornycroft & Company à Woolston, banlieue de Southampton. La pose de la quille est effectuée le 30 octobre 1941, le Godavari est lancé le 21 mars 1943 et mis en service le 28 juin 1943.
La classe Black Swan était une version allongée des sloops antérieurs de la classe Egret. L'armement principal se composait de six canons antiaériens QF 4 pouces Mk XVI dans trois tourelles jumelles, avec la quatrième tourelle de 4 pouces de la classe Egret supprimée pour permettre l'ajout d'un quadruple canons 2 livres pom-pom antiaérien à courte portée. L'armement anti-sous-marin se composait de lanceurs de charges de profondeur avec 40 charges de profondeur transportées ,.

## Historique

### Seconde Guerre mondiale
Le Godavari termine des essais et est affecté de juillet à août 1943 à Scapa Flow avec les navires de Home Fleet, puis à des missions de protections de convois dans l'Atlantique sur la route Royaume-Uni-Gibraltar. Il finit l'année 1943 en réparation après être entré en collision le 22 décembre avec le cargo SS Manchester Progress provoquant des dommages structurels durables.
En 1944, il est transféré à la Eastern Fleet pour la surveillance des convois Royaume-Uni-Port-Saïd en Égypte.
Puis à partir de mai 1944, le Godavari est redéployé en patrouille anti-sous-marine dans l'Océan Indien avec le porte-avions d'escorte HMS Shah, les destroyers de la Eastern Fleet (flotte orientale) et les frégates de la Force 66.
le 12 août 1944, le HMIS Godavari et la frégate britannique HMS Findhorn coulent le U-Boot allemand U-198 près des Seychelles, par des charges de profondeur à la position géographiqe de 3° 35′ S, 52° 49′ E.
Entre janvier et mars 1945, il est nommé pour soutenir des opérations militaires en Birmanie. En août, il est également nommé pour soutenir les débarquements alliés au Japon dans le cadre de l'opération Zipper, mais cette opération est annulée à la suite du largage des Bombes atomiques sur Hiroshima et Nagasaki et de la reddition ultérieure du Japon.

### Après guerre
Le HMIS Godavari est déployé après la fin de la guerre pour soutenir le rapatriement du personnel allié des Indes néerlandaises et plus tard pour des tâches de patrouille avec d'autres navires de la Royal Indian Navy (RIN) à Bombay.
Lors de la partition des Indes, ce navire est transféré au Pakistan et renommé PNS Sind. Il est mis en service jusqu'en 1959 lorsqu'il est vendu pour être démantelée localement.